# Fontanigorda
Fontanigórda (Fontanegorda in ligure) è un comune italiano di 215 abitanti della città metropolitana di Genova in Liguria.

## Geografia fisica
Il territorio comunale di Fontanigorda è situato sul versante sinistro della valle percorsa dal torrente Pescia, affluente destro del fiume Trebbia nella valle omonima. Tra le vette del territorio il monte Collere (1289 m), il monte Laghicciola (1260 m), il monte Vernallo (1072 m), il Poggio dello Zucchero (901 m).
È una tradizionale località di villeggiatura per gli abitanti di Genova, ma anche di molti cittadini francesi, i cui antenati partirono da Fontanigorda per lavorare nelle miniere del sud della Francia.

## Storia

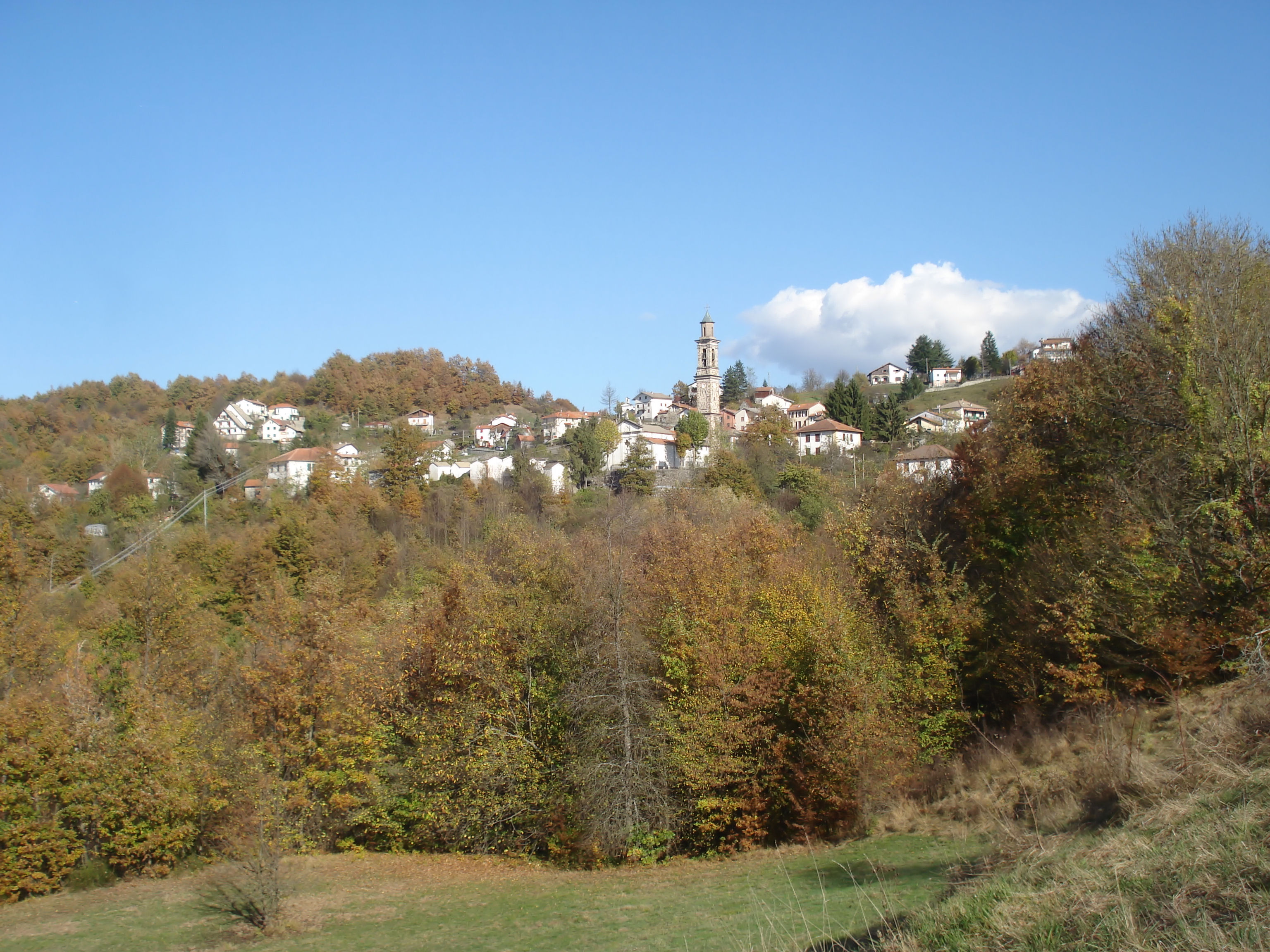
La frazione di Canale

Deriva il suo nome dall'abbondanza di acqua nel territorio, testimoniata tutt'oggi dalla presenza di quattordici fontane agli angoli delle strade.
Dall'XI secolo divenne dominio della famiglia Malaspina - la prima testimonianza scritta dell'esistenza del comune risale al 1180 - e in seguito feudo dei conti di Lavagna i Fieschi. Divenuto in possesso dei genovesi Doria, entrò a far parte della Repubblica di Genova dal XIII secolo.
Il passaggio nella repubblica genovese favorì lo sviluppo del paese, grazie soprattutto ai numerosi privilegi concessi da Genova e che a partire dal XVIII secolo lo eresse come comune autonomo.

Nel 1797 con la dominazione francese di Napoleone Bonaparte rientrò dal 2 dicembre nel dipartimento dei Monti Liguri Orientali, con capoluogo Ottone, all'interno della Repubblica Ligure. Dal 28 aprile del 1798 con i nuovi ordinamenti francesi, Fontanigorda rientrò nel VII cantone, capoluogo Montebruno, della giurisdizione dei Monti Liguri Orientali e dal 1803 centro principale del III cantone dell'Appennino nella giurisdizione dell'Entella. Annesso al Primo Impero francese, dal 13 giugno 1805 al 1814 venne inserito nel dipartimento di Genova.

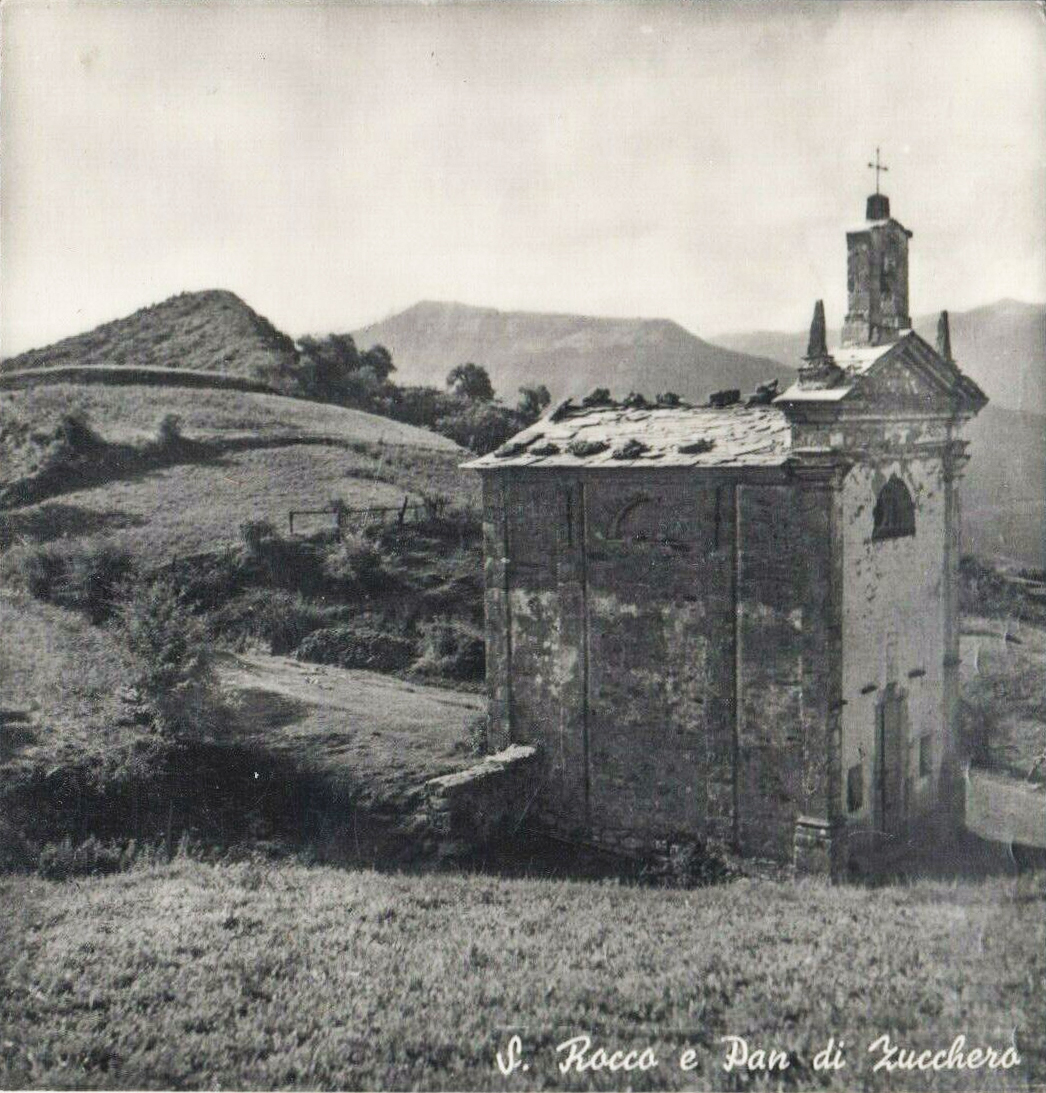
La chiesa di San Rocco nella zona di Pan di Zucchero, fra gli anni '50 e gli anni '60 del XX secolo.

Nel 1815 fu inglobato assieme ad altri comuni nella provincia di Bobbio nel Regno di Sardegna, secondo le decisioni del congresso di Vienna del 1814; dal 1859 fece parte del circondario di Bobbio della provincia di Pavia.
Successivamente il regio decreto n° 1726 datato 8 luglio 1923, firmato dal re Vittorio Emanuele III di Savoia, stabilì il passaggio al circondario di Genova nell'omonima provincia.
Il 17 luglio del 1908 si verificò un violento nubifragio con una piena straordinaria della Trebbia che devastò case e campagne, ma le distruzioni più imponenti si verificarono con l'alluvione della val Trebbia del 19 settembre 1953.
Dal 1973 al 31 dicembre 2008 ha fatto parte della Comunità montana Alta Val Trebbia e, con le nuove disposizioni della Legge Regionale n° 24 del 4 luglio 2008, ha fatto parte fino al 2011 della Comunità montana delle Alte Valli Trebbia e Bisagno.
Dal 2014 al 2024 ha fatto parte dell'Unione dei comuni montani dell'Alta Val Trebbia.

### Simboli
Stemma
Gonfalone

Lo stemma e il gonfalone sono stati concessi con decreto del presidente della Repubblica del 14 ottobre 1971.

## Monumenti e luoghi d'interesse

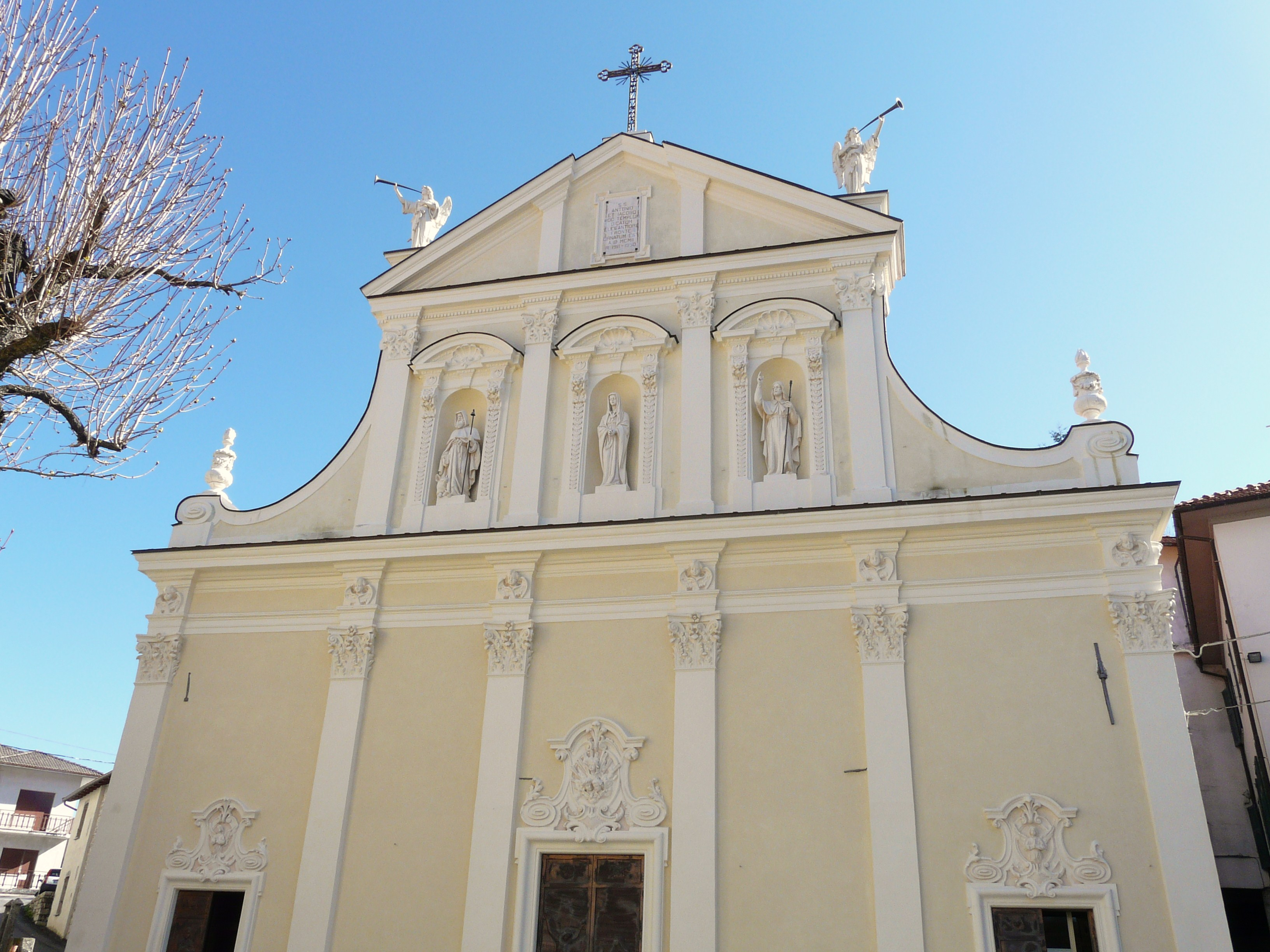
La chiesa dei Santi Antonio e Giacomo nel centro storico di Fontanigorda

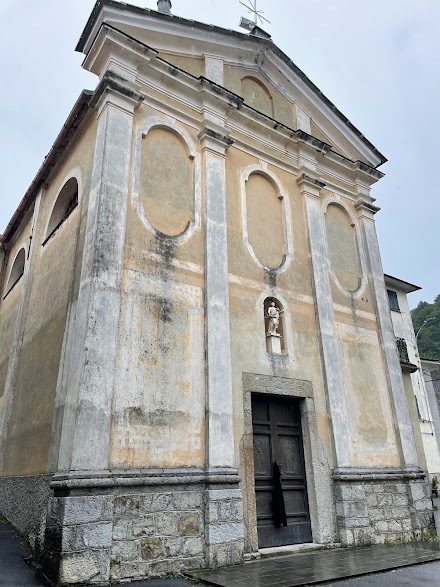
La chiesa di San Bartolomeo nella frazione di Casoni

### Architetture religiose
Le parrocchie dipendono dal vicariato di Bobbio, Alta Val Trebbia, Aveto e Oltre Penice della diocesi di Piacenza-Bobbio.
- Chiesa parrocchiale dei Santi Antonio e Giacomo nel capoluogo.
- Oratorio di San Rocco nel capoluogo, edificato nel 1849.
- Oratorio nella frazione di Borzine.
- Chiesa parrocchiale di Santa Giustina nella frazione di Canale, con la dipendenza dell'oratorio di San Rocco di Canale e l'oratorio di Borzine.
- Oratorio di San Rocco nella frazione di Canale.
- Chiesa parrocchiale di San Bartolomeo nella frazione di Casoni. Nato come semplice oratorio, l'odierna chiesa, consacrata nel 1906, è sede della locale parrocchia, eretta del 1840 dopo lo smembramento dalla parrocchia di Fontanigorda da parte del vescovo di Bobbio sant'Antonio Gianelli. Accanto alla chiesa sorge un artistico campanile alto 42 metri. La frazione è ubicata vicino alle sorgenti del torrente Semigliasca, quest'ultimo affluente minore della Trebbia.

### Aree naturali
Vicino alla chiesa parrocchiale di Fontanigorda è presente un'antica zona boschiva denominata Bosco delle Fate. Principalmente composto da faggi e castagni conserva un sentiero lastricato in ardesia su cui sono stati incisi i versi di Giorgio Caproni dedicati alla valle. Inoltre vi si trovano campi da bocce, tennis, calcio a 5, calcio a 7, minigolf e un parco giochi per i bambini. È presente una struttura, chiamata Lo Scoiattolo, dove si svolgono alcune manifestazioni estive.

## Società

### Evoluzione demografica
Abitanti censiti

### Etnie e minoranze straniere
Secondo i dati Istat al 31 dicembre 2022, i cittadini stranieri residenti a Fontanigorda sono 15.

## Geografia antropica

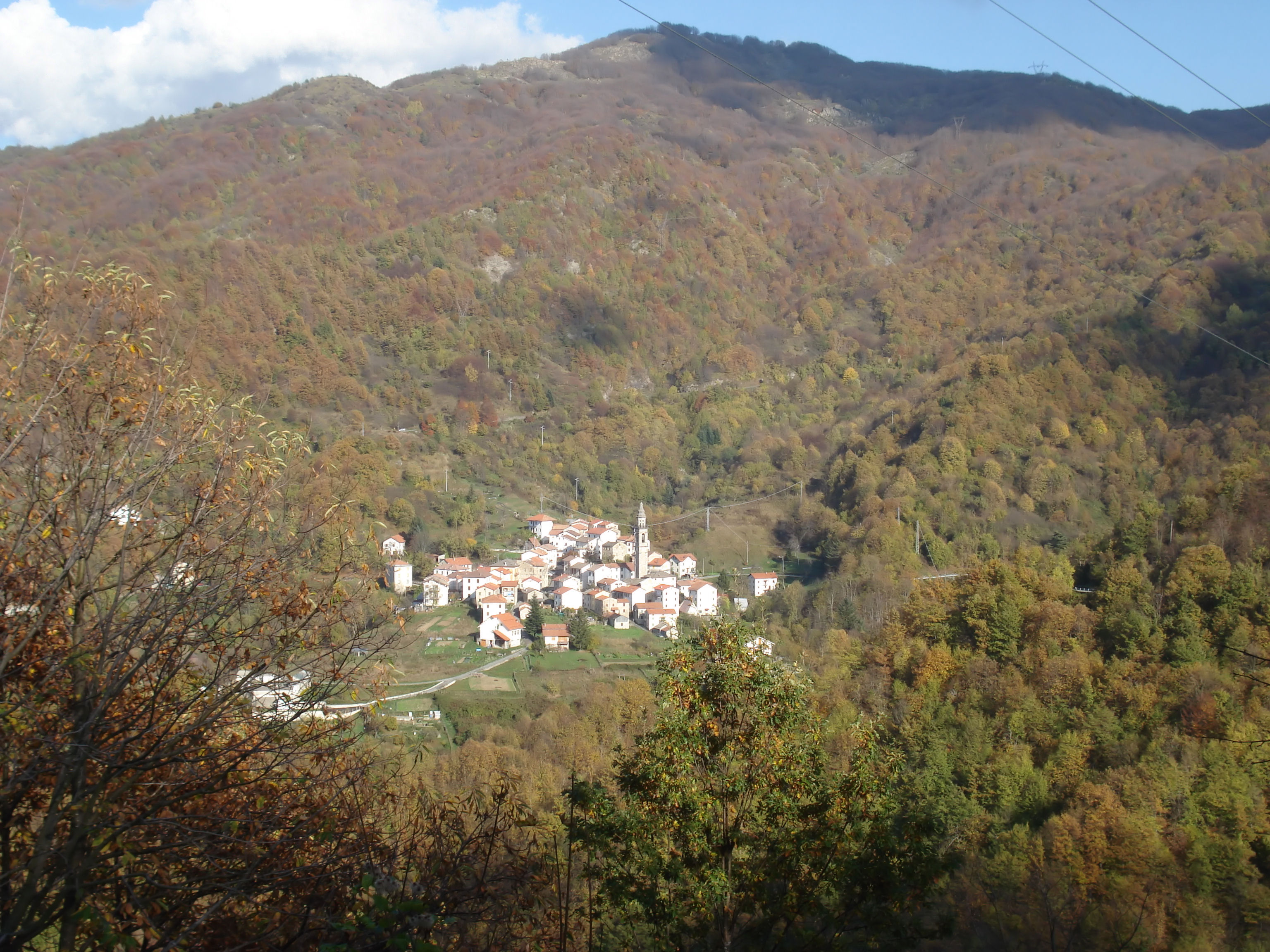
La frazione di Casoni

Il territorio comunale è costituito, oltre il capoluogo, dalle dodici frazioni di Barcaggio, Borzine, Canale, Casone di Canale, Casoni, Cerreta, Due Ponti, Mezzoni, Reisoni, Vallescura, Villanova e Volpaie per un totale di 16,16 km2.
Confina a nord con il comune di Rovegno, a sud con Rezzoaglio, ad ovest con Fascia e Montebruno e ad est con Rovegno e Rezzoaglio.

## Economia
Un'antica attività economica e di sostentamento del paese era la raccolta di un particolare fungo, il Polyporus fomentarius, il quale cresceva nelle vaste faggete che ricoprivano il territorio orientale di Fontanigorda. Il fungo, una volta preparato e confezionato dagli abitanti, veniva venduto come esca nei principali mercati della zona. L'attività si ridusse notevolmente sul finire del XIX secolo a causa del forte disboscamento per ricavarne il carbone.
Ancora oggi la principalmente attività è basata sull'agricoltura.

## Infrastrutture e trasporti

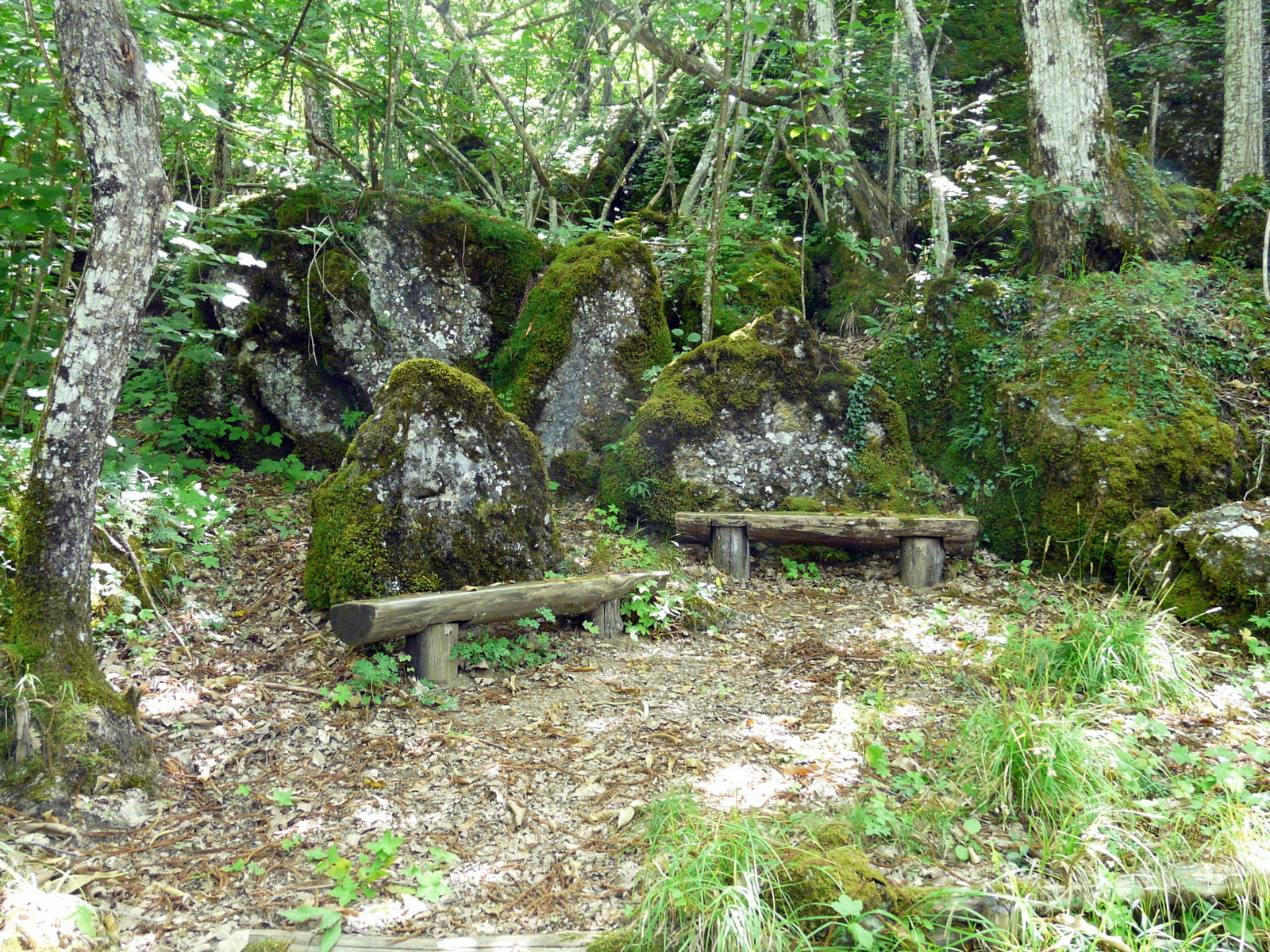
Uno scorcio del Bosco delle fate a Fontanigorda

### Strade
Il centro di Fontanigorda è attraversato principalmente dalla strada provinciale 17 di Fontanigorda che si dirama dalla strada statale 45 di Val Trebbia e raggiunge il centro abitato dopo una tortuosità di circa 5,5 km.

### Mobilità urbana
I trasporti interurbani di Fontanigorda vengono svolti con autoservizi di linea gestiti da AMT.

## Amministrazione

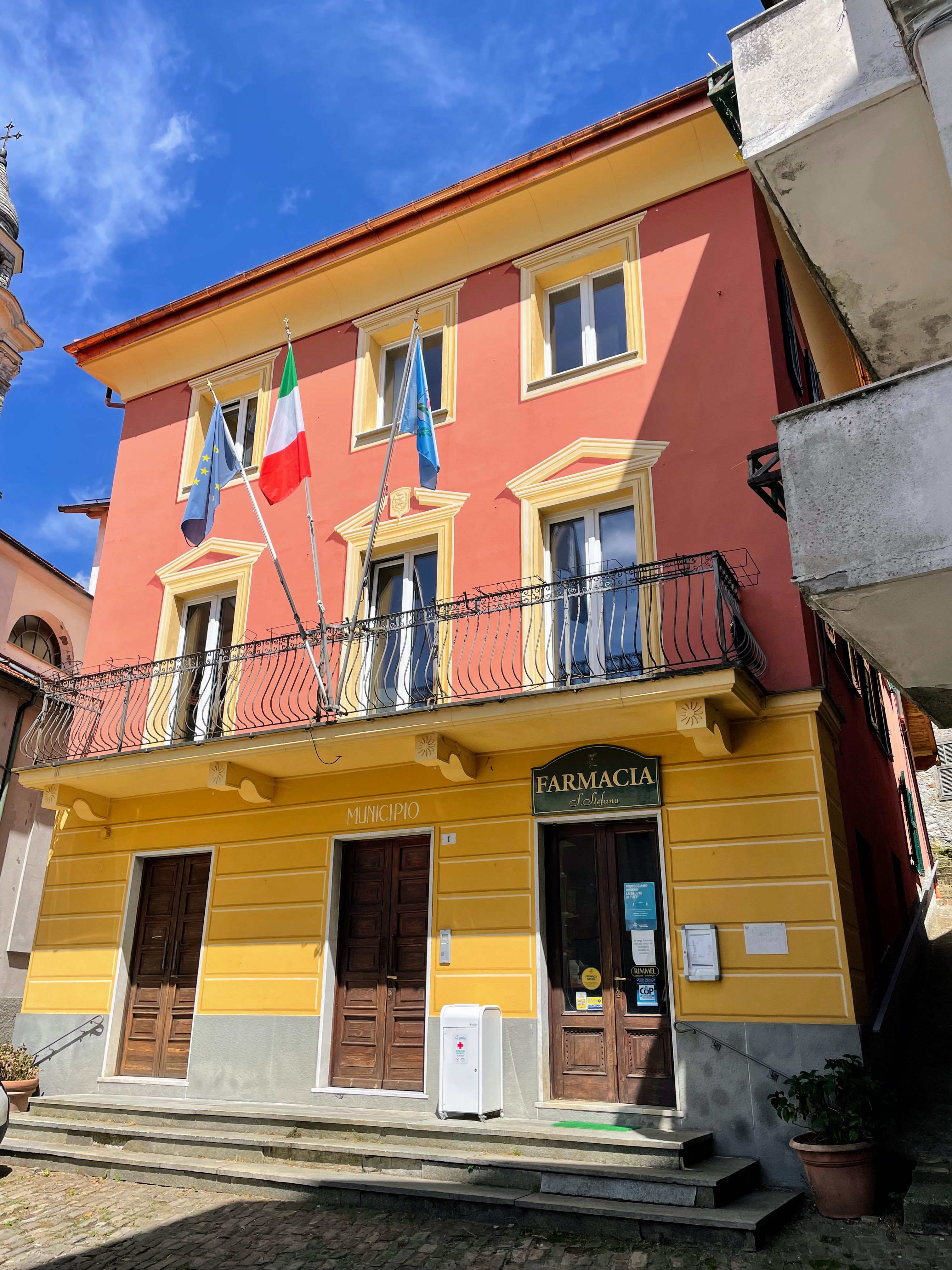
Il municipio

| Periodo         | Periodo         | Primo cittadino           | Partito                                            | Carica      | Note   |
| --------------- | --------------- | ------------------------- | -------------------------------------------------- | ----------- | ------ |
| 18 luglio 1985  | 26 maggio 1990  | Luigi Carlini             | DC                                                 | Sindaco     |        |
| 20 giugno 1990  | 24 aprile 1995  | Luigi Carlini             | DC                                                 | Sindaco     |        |
| 24 aprile 1995  | 14 giugno 1999  | Mario Lorenzo Ferretti    | Lavorare insieme (lista civica di centro-sinistra) | Sindaco     |        |
| 14 giugno 1999  | 14 giugno 2004  | Mario Lorenzo Ferretti    | Lavorare insieme (lista civica di centro-sinistra) | Sindaco     |        |
| 14 giugno 2004  | 8 giugno 2009   | Giuseppe Santino Rivanera | Lavorare insieme (lista civica di centro-sinistra) | Sindaco     |        |
| 8 giugno 2009   | 7 febbraio 2014 | Ercole Andrea Franceschi  | Lavorare insieme (lista civica di centro-sinistra) | Sindaco     | [ 18 ] |
| 7 febbraio 2014 | 24 maggio 2014  | Maurizio Rapuzzi          | Lavorare insieme (lista civica di centro-sinistra) | Vicesindaco | [ 19 ] |
| 24 maggio 2014  | 27 maggio 2019  | Margherita Asquasciati    | Lavorare insieme (lista civica di centro-sinistra) | Sindaco     |        |
| 27 maggio 2019  | 10 giugno 2024  | Bruno Franceschi          | Lavorare insieme (lista civica di centro-sinistra) | Sindaco     |        |
| 10 giugno 2024  | in carica       | Bruno Franceschi          | Lavorare insieme (lista civica di centro-sinistra) | Sindaco     |        |

### Gemellaggi
Fontanigorda è gemellata con:
- Saint-Maime, sede di miniere di carbone, verso cui vi fu forte emigrazione fino al primo dopoguerra.